# Talianka
Talianka (oryg. ros. Тальянка, ang. Talyanka) – rosyjski miniserial dramatyczny wyprodukowany w 2014.
Po raz pierwszy został wyświetlony w Rosji i Kazachstanie w 2014 roku.

## Obsada
- Andriej Mierzlikin
- Joanna Moro
- Jekatierina Gusiewa
- Siergiej Galicz
- Andriej Zibrow